# 自我反思

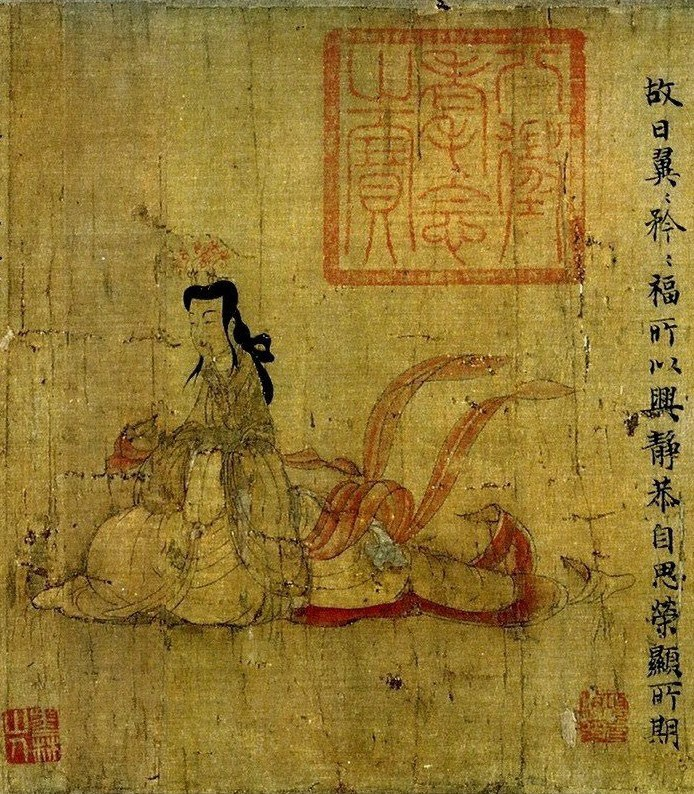
女史箴图场景11：收获，画中描绘了一个宫女静坐沉思。她思考的内容或许是书写于画中右侧的言语“故曰：翼翼矜矜，福所以兴。靖恭自思，荣显所期”，大致意思为“所以说，只有恭敬谨慎，才会有福气产生，只有谦恭内省，才可达成荣华显贵”。

自我反思（英语：Self-reflection）是一种观察和评估自我感知、情绪和行为的过程。在心理学中，归功于威廉·詹姆士的工作，有一些特定的术语被用于指代这一过程，例如“反思意识（reflective awareness）”和“反思认知（reflective consciousness）”。
自我反思依赖一系列认知功能，其中包括内省和后设认知，这些功能自婴儿到青少年时期一直持续发展，它们能够影响个体与他人的交互，以及所作出的抉择。
自我反思还与哲学上的意识研究相关，包括广泛意义上的感知和意识，以及心灵哲学。自我反思的概念非常久远，距今3000多年的德尔斐箴言就曾告诫人们“认识你自己”。

## 历史

### 早期文本
人类对自身的认识可能与用于指代人类的古老词语的起源相关。例如拉丁语中用于表示人类的homo前缀意指“在地上的”，或许它与那些“在天上”的存在相对。希腊语 ἂνθρωπος（*Anthropos）意指“视线低垂”，或许它与一种更高，更神圣的视角相对。
前三千纪的古埃及王朝开始出现与来世信仰相关的记载，并伴随着一种相信今世所作的行为能够影响来世存在的信念。人类自我意识的苏醒伴随着的是一种强烈的悲观主义。例如，在希伯来圣经的创世纪1:28，即使上帝向人类许诺了美好的未来，但个体却仍无法摆脱生命的脆弱与短暂。而在传道书中，作者甚至哀叹人类所有努力的必然消亡。

### 古典时期
普罗泰戈拉曾作出一个著名的论断：人是万物的尺度：是存在者存在的尺度，也是不存在者不存在的尺度。苏格拉底推崇古老的谚语“认识你自己”，然后他开玩笑说，人的定义是“没有羽毛的两脚动物”。亚里士多德则认为，人是一种“社会动物”，也即强调人类本性中强大的社会构建能力，正是这种能力使人类成为了一种“承载思想的动物（理性动物）”，这种观点或许也影响到了后来的动物分类学，从而将人类被归为“智人”。

### 中世纪
天主教会主导了欧洲中世纪的思想，它认为虽然人的本质为善，并且源于上帝的恩典，然而却因贪欲而被玷污，带上了罪的印记，只能祈求在其死后获得完满。13世纪的教宗依诺增爵三世在其作品《论人世苦难》中描述了世间苦难的本质，但吉安诺佐·马奈蒂借助《论人的尊严与卓越》驳斥了教宗的观点。

### 文艺复兴时期
著名剧作家莎士比亚曾在《哈姆雷特》中表达对人类的赞叹：
人类是个多么美妙的杰作, 它拥有著崇高的理智,
也有无限的能力与优美可钦的仪表。 其举止就如天使, 灵性可媲神仙。

它是天之骄子, 也是万物之灵。 但是, 对我来讲, 它岂不是朽如粪土?
勒内·笛卡尔也提出过著名且简洁的论断：我思考，所以我存在（法语：Je pense donc je suis）。这句话不是对人类整体的评价，但很显然，它折射出了人类进行理性推理的能力，而这种能力就是自我反思的潜在来源。

### 现代

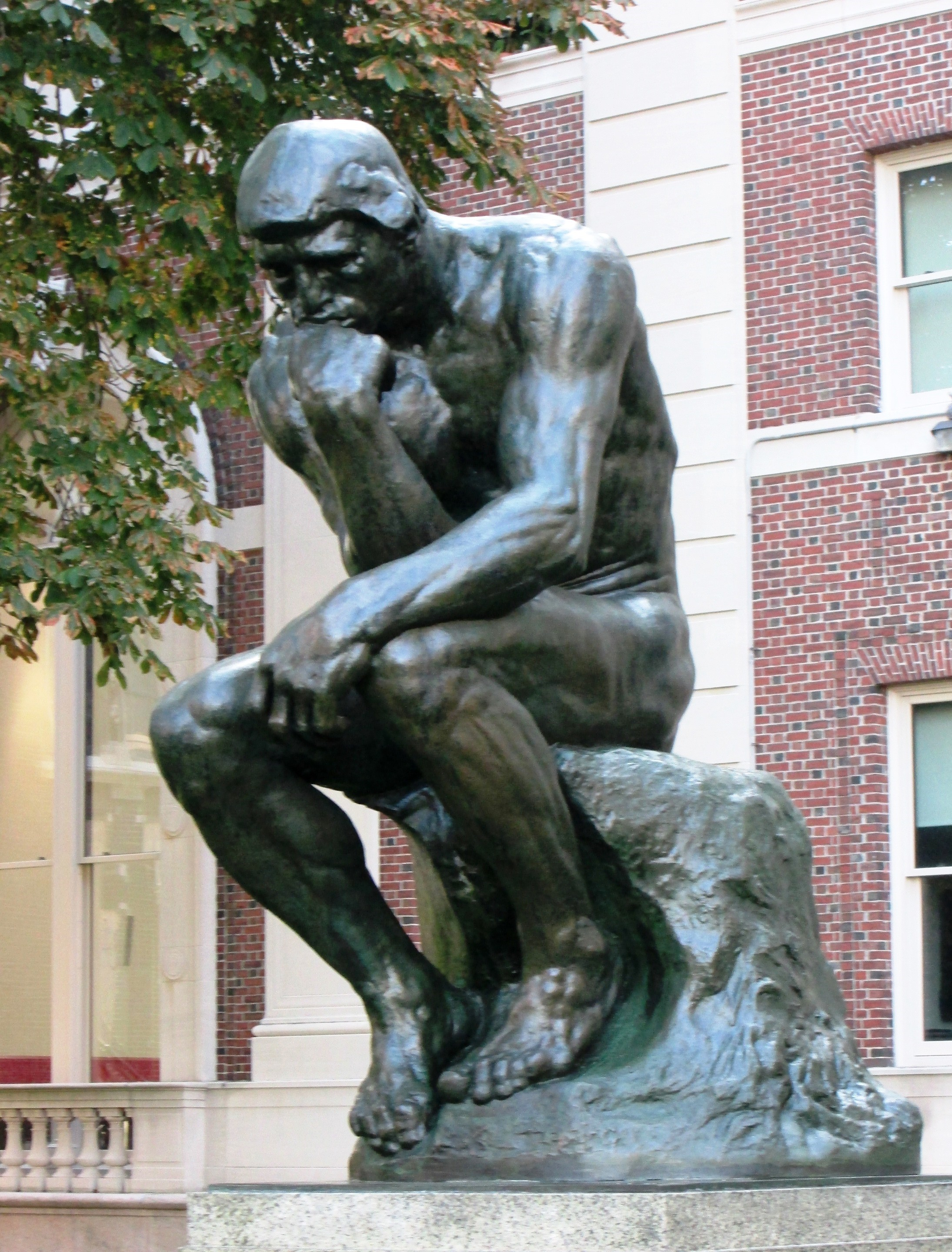
罗丹的沉思者雕像，寓意对人类行为，人世苦难的思考。

现代的基础源于启蒙时期，而启蒙的信念是构建在康德的“人之所以高于动物，是因为他的自我意识，因为他是‘理性动物’”之上的。为反抗19世纪的传统，卡尔·马克思提出了“人是劳动动物”的论断。而20世纪早期，弗洛伊德提出，人的很大一部分行为都取决于潜意识的作用。

## 影响
自我反思是个人与内在自我的交流。当一个人分析自己的性格或行为时，他也是在分析这些行为的成因，预估其结果的所带来的影响，以及对后续行为进行规划。这类自我交流行为已被证明可以增进人的自我掌控能力，并带来愉悦的感受。
自我反思的益处体现于许多方面。首先，自我反思能够减少个体的情绪波动。反思所需的内部视角可以为情绪增添两种情绪商数：自我意识和自我概念。自我意识有助于人们理解自己的感受、优点、缺陷、动机以及目标，并认识到自身行为对他人造成的影响。自我概念则有助于人们控制并转移自己的消极情绪和动机，并调整自身行为以适应当前处境。这些能力同时有助于私人生活和个人事业。
其次，自我反思有助于个人自尊的建立，并引导他作出更加合理的抉择。在日常生活中，人们需要同时处理许多复杂的事务，例如会议、旅行、家庭关系，社交网络，自我需求，等等。个人自尊在这些事务中起着关键的作用，它能够促进抉择，增进交流效率，并建立更强的个人影响力。当人们对自身品质的思考越多，他们就越能够在行为中表现出自信力，而且他们也能从自身优点中获得愉悦，并注意到那些需要改进的方面。
再者，自我反思需要一种对自我的诚实。这种诚实的态度有助于他们更好地理解过去的经验，增进个人成长，基于所学到的东西来作出更好地决定。
同时，自我反思也有助于人们对将来生活的适应。自身行为以及其所造成的后果是一类极佳的教材，借助回忆与分析，它能够增强人们对事件的洞察力。一个自我反思的人可能会问自己：是什么因素在这些经验中起着主导作用，我应该如何增强这类因素？这种反思需要包含对事件不同阶段——发生前，发生时，发生后——的思索，分歧其中发生的变化。
最后，自我分析可以造就更加积极的心态。借助自我分析，个人可能会试图保持自身观点与想法的积极性，但他们也必须对自身保持坦诚的态度。人们可以从自我反思中看到导致自我责备，或自我厌恶的负面后果，所以他们可能会避免进行消极的自我对话，以防其阻碍他们在日常生活中的进步。

## 与清醒的关系
十二步项目是一种基于自我反思的治疗方法，米歇尔·弗里德曼的文章指出，自我反思有助于成瘾患者的康复。一项涉及十二步项目的实验通过写日记的方式研究了自我反思的作用，受试者（一些不同年龄与性别的酒精、药品或食物成瘾患者）不仅需要写日记，还被要求阅读他们过去的日记内容。研究结果指出，相比对照组，记录和阅读日记的受试者表现出更高的治疗参与度。